# Фабричнова, Оксана Ильинична
 Окса́на Ильи́нична Фабри́чнова (в замужестве Коло́зина; род. 24 ноября 1978, Москва, СССР) — российская гимнастка, дважды бронзовый призёр чемпионатов мира 1994 года в командном первенстве и в упражнениях на бревне.
Дважды серебряный призёр чемпионата Европы 1994 года в командном первенстве и в упражнениях на брусьях.
Чемпионка России 1996 года в опорных прыжках, многократный призёр чемпионатов России в различных дисциплинах.

## Семья
Муж — Колозин Дмитрий, дочь Колозина Ирина Дмитриевна 
Сестра — Фабричнова Лариса 
Брат — Фабричнов Илья  